# افراتة

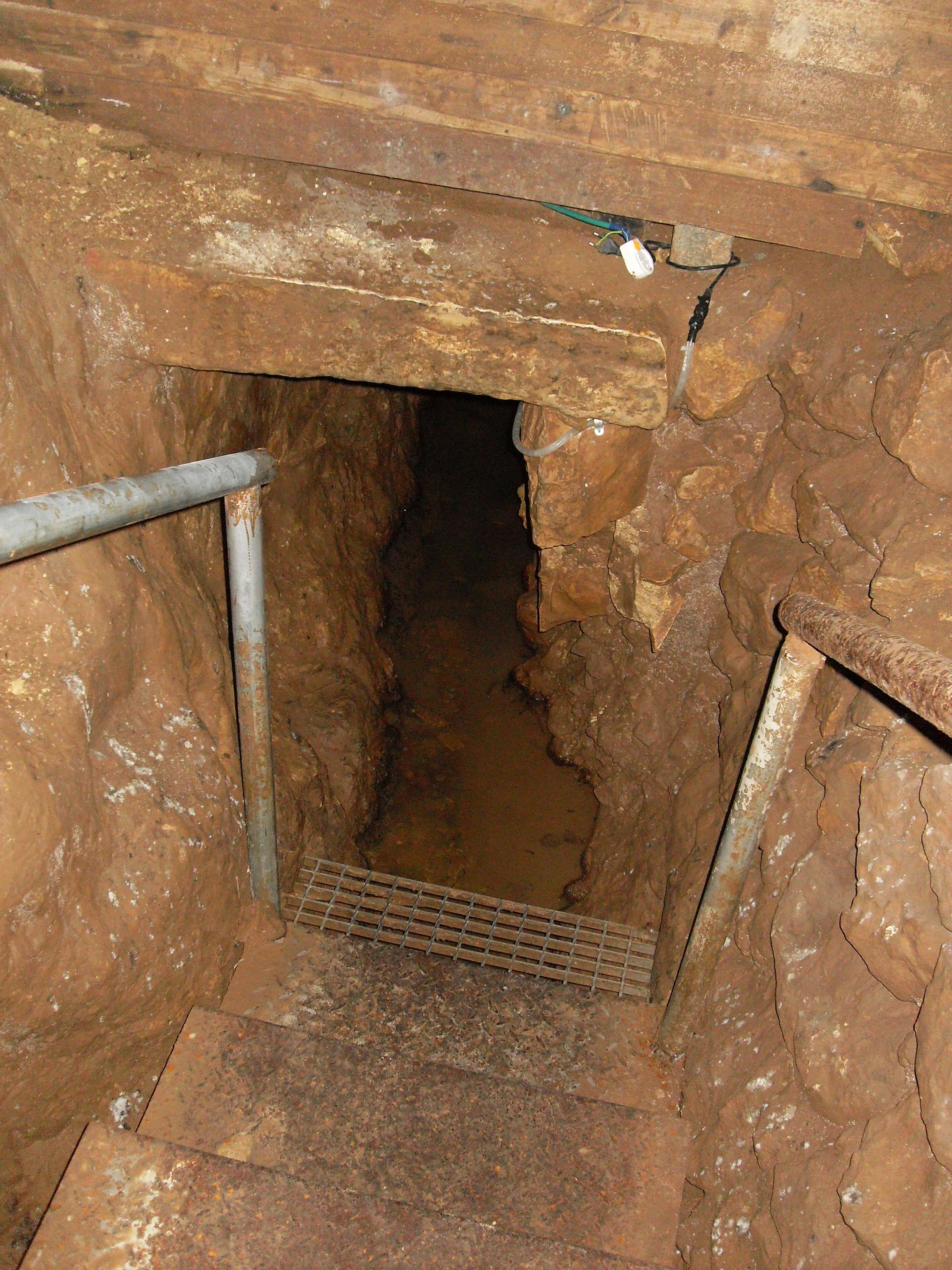

أفرات أو أفراتة أو افراتة هو اسم مكان الكتاب المقدس واسم علم شخصي يعني «مثمر»

## مكان الكتاب المقدس
ذكرت كلمة إفراث لأول مرة في سفر التكوين، في إشارة إلى المكان الذي توفيت فيه راحيل الزوجة الثانية للنبي يعقوب وهي تلد بنيامين، حيث دفنت على الطريق المؤدي إلى بيثيل. ويشير تقليد قديم الأزل بأن أفراث كانت تشير إلى بيت لحم، مما يعني أن موتها في الطريق إلى هناك، هو ما يعكسه قبر راحيل القديم عند مدخل المدينة.
وقد وضع بعض العلماء المعاصرين هذا الموقع أقرب إلى بيثيل، بالقرب من محيط رام الله، استنادا إلى سفر صموئيل الأول وسفر إرميا. وفقا لهذا السبب يعتبر المرشح الرئيسي هو الموقع المعروف في اللغة العربية باسم «كوبور بني إسرائيل» (أي «دفن بنو إسرائيل»)، وهو مجاور لشعيب (وادي)، التي تشير إلى اسم «أفرات».
في معظم أجزاء الكتاب المقدس، يعتبر إفراث وصفًا لأفراد قبيلة سبط يهوذا، وكذلك لمؤسسي بيت لحم المحتملين.

## الاسم الشخصي
الزوجة الثانية لكالب  كانت تسمى الإراث (أو افراثه).

## المواقع التي سميت باسم أفرات
بعض الأماكن الحديثة التي سميت باسم أفرات تشمل:
- مستوطنة أفرات الإسرائيلية، بالقرب من بيت لحم
- مدينة إفراتا (بنسلفانيا)[9]
- مدينة إيفراتا (نيويورك)
- مدينة إفراتا (واشنطن)
- موقع ونهر Eprapah فيكتوريا بوينت (كوينزلاند)، بالقرب من بريزبان، كوينزلاند، أستراليا
- جزيرة كوتشيمودلو القريبة تحتوي أيضا على شارع Eprapah.
- Eprapah، مركز التدريب على الكشافة والإرشاد في فيكتوريا بوينت (كوينزلاند)، بالقرب من بريزبان، كوينزلاند، أستراليا